# 2012 en économie (discipline)
Cet article présente les faits marquants de l'année 2012 en économie (discipline).

## Évènements
- 27 avril 2012 : l'économiste Amy Finkelstein reçoit la John Bates Clark medal.
- Mai 2012 : l'économiste Hippolyte d'Albis reçoit le prix du meilleur jeune économiste de France.
- 12 juin 2012 : Elinor Ostrom, première et unique femme à avoir obtenu le « prix Nobel » d'économie (2009), est décédée.
- 15 octobre 2012 : le  « prix Nobel d'économie » est décerné aux Américains Lloyd Shapley et Alvin Roth pour leurs travaux sur les marchés et la façon d'ajuster l'offre et la demande.